# Лаука
Лаука (на български: Lauca) е биосферен резерват в северната част на Чили, в региона Арика и Паринакота. Резерватът се състои от три защитени територии: Национален парк Лаука, Национален резерват Лас Викуняс и природен паметник Салар де Сурире. Територията му е обявена за биосферен резерват от ЮНЕСКО и включена в Световната мрежа на биосферните резервати през 1981 година.
|  | Тази страница частично или изцяло представлява превод на страницата Lauca в Уикипедия на английски. Оригиналният текст, както и този превод, са защитени от Лиценза „Криейтив Комънс – Признание – Споделяне на споделеното“, а за съдържание, създадено преди юни 2009 година – от Лиценза за свободна документация на ГНУ. Прегледайте историята на редакциите на оригиналната страница, както и на преводната страница, за да видите списъка на съавторите. ВАЖНО: Този шаблон се отнася единствено до авторските права върху съдържанието на статията. Добавянето му не отменя изискването да се посочват конкретни източници на твърденията, които да бъдат благонадеждни. |